# Ibeidi

L'Ibeidi est une race de mouton à queue grasse originaire d’Égypte élevé pour sa viande et sa laine. Il est parfois nommé Ebeidi, Abidi ou Ibidi.

## Présentation
L'Ibeidi est une race de mouton égyptienne officiellement reconnue et identifiée en 2002. On ne le trouve qu'autour du village de Beni-Ibedi qui se trouve près de El Minya en Haute-Égypte. Il ressemble à l'Ossimi, une autre race égyptienne que l'on trouve en Basse-Égypte. Issu de croisement, il pourrait descendre de l'Ossimi,.
Ce mouton est blanc avec la tête brune ; il peut parfois être noir mais c'est rare. Il pèse jusqu'à 60 kg. Seul le bélier porte des cornes bien que certaines brebis peuvent présenter de petites cornes.